# Фарадеївський струм
Фарадеївський струм (англ. Faradaic current, рос. фарадеевский ток) — струм, що викликаний перебігом реакцій відновлення або окиснення певної хімічної речовини (переносом зарядів) на поверхнях електродів. Чистий фарадеївський струм є алгебраїчною сумою всіх фарадеївських струмів, що проходять через індикаторний або робочий електрод. 